# Platylabus takeuchii
Platylabus takeuchii är en stekelart som beskrevs av Tohru Uchida 1930. Platylabus takeuchii ingår i släktet Platylabus och familjen brokparasitsteklar. Inga underarter finns listade i Catalogue of Life.